# Antoni de Fluvià
Antoni de Fluvià ( – 1437. október 29.) Jeruzsálemi Szent János Ispotályos Lovagrend katalán származású nagymestere volt. Elődje Philibert de Naillac, utódja Jean de Lastic lett. 
Míg elődje elsősorban Rodosz város tengeri védműveit erősített, addig Antoni de Fluvià nevéhez a szárazföld felőli építkezések kötődnek, köztük a Szent György-, a Szent Atanáz- és a Szent János-torony, valamint a kettős falrendszer. Tízezer aranyforinttal járult hozzá a rend rodoszi kórházának építéséhez.